# Chalcolepidinus
Chalcolepidinus là một chi bọ cánh cứng trong họ Elateridae.
Chi này được miêu tả năm 1941 bởi Pjatakowa.

## Các loài
Các loài trong chi này gồm:
- Chalcolepidinus albopilosus Pjatakowa, 1941